# Mehmed Šerbić
Mehmed Šerbić (Sarajevo, 1847. − Tuzla, 1918.), prvi je školovani bošnjački liječnik iz Bosne i Hercegovine.
Na školovanje u Carigrad poslao ga je bosanski valija Šerif Topal Osman-paša. Po završetku studija medicine u Carigradu, a prema pretpostavkama, nakon sticanja diplome liječnika imao je priliku birati gdje će vršiti svoju službu. On je izabrao Tuzlu, najviše zbog činjenice da je u njegovom rodnom gradu u to vrijeme već postojala Hastahana koja je izgrađena 1866. godine. Na Šerbićevu inicijativu podignuta je najstarija u sjeveroistočnom dijelu Bosne, Hastahana u Tuzli. Tako je u jesen 1874. otvorena prva Hastahana koja je ujedno predstavljala začetak organizovane zdravstvene službe u tuzlanskoj regiji. Bolnica je imala četiri sobe s deset bolničkih postelja, ordinaciju i prijemnu ambulantu, zatim bolesničku kuhinju, sobu za osoblje i molitvu. Stara bolnica danas je stambena zgrada, a ulica u kojoj je Hastahana nosi ime po doktoru Šerbiću.

## Vanjske poveznice
- Ivana Jurić Hastahana - "strma bolnica" u Tuzli